# Boo Kullberg
Anders Boo Georg Kullberg (Stoccolma, 23 maggio 1889 – Bromma, 5 aprile 1962) è stato un ginnasta svedese.

## Palmarès

### Olimpiadi
- 1 medaglia:
  - 1 oro (Stoccolma 1912 nel concorso svedese a squadre)